# Batman v Superman: Dawn of Justice

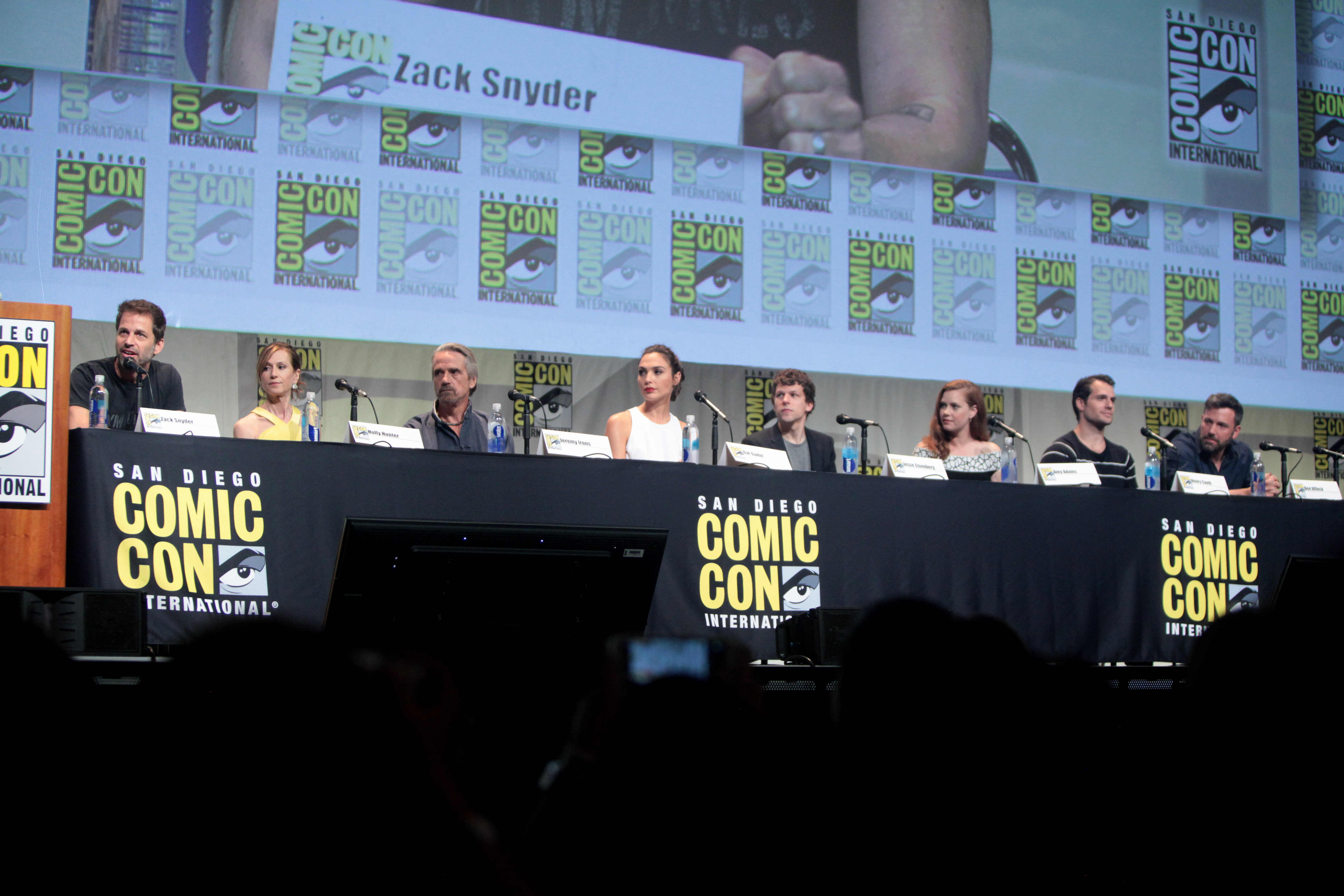
De cast op de San Diego Comic-Con International in 2015, met van links: Zack Snyder, Holly Hunter, Jeremy Irons, Gal Gadot, Jesse Eisenberg, Amy Adams, Henry Cavill en Ben Affleck.

Batman v Superman: Dawn of Justice is een Amerikaanse actie-sciencefictionfilm uit 2016, geregisseerd door Zack Snyder. In de film spelen de superhelden Batman en Superman van DC Comics. Het is de tweede film in het DC Extended Universe en qua verhaal ook een sequel op de voorloper Man of Steel uit 2013. De hoofdrollen worden vertolkt door Henry Cavill, Ben Affleck, Amy Adams, Gal Gadot en Jesse Eisenberg. De film is door Warner Bros. Pictures vrijgegeven in 2D, 3D en IMAX 3D.

## Verhaal
Bruce Wayne wordt als kind geconfronteerd met hoe een gangster zijn ouders vermoordt. Als Wayne volwassen is bestrijdt hij in Gotham City vermomd als Batman, een decennium lang de misdaad met behulp van zijn butler Alfred Pennyworth. Als hij op straat vlakbij van een van zijn gebouwen is in Metropolis, ziet hij door een gevecht van Superman en Generaal Zod vele gebouwen instorten, waarbij vele onschuldige mensen sterven, onder meer bekende mensen uit zijn eigen gebouw. 
Achttien maanden later vragen mensen zich af of de wereld wel een superheld nodig heeft, na de ongecontroleerde acties van Superman, ook Bruce Wayne heeft zo zijn bedenkingen. Ondernemer Lex Luthor ziet Superman eveneens als bedreiging en vraagt aan Senator Finch om wapens te produceren met kryptoniet tegen Kryptoniaanse wezens. Finch geeft hiervoor geen toestemming. Als Superman zich meldt bij Finch bij een hoorzitting over zijn daden, laat Lex Luthor een bom exploderen waarbij vele mensen sterven, inclusief Finch. Dit werkt Superman niet in zijn voordeel. Als Wayne in een visioen ziet dat Superman de macht krijgt over de wereld, steelt hij kryptoniet bij het bedrijf van Luthor om Superman te stoppen. 
Luthor die de aandacht van Superman wil hebben, duwt Lois Lane van een van zijn gebouwen. Superman vangt haar op. Hiermee heeft Luthor's machtspelletje de aandacht gekregen als Luthor aan de boze Superman kan vertellen dat hij zijn pleegmoeder Martha heeft ontvoerd. Luthor heeft haar in gijzeling gebracht om ervoor te zorgen dat Superman binnen een uur Batman zal vermoorden als hij zijn pleegmoeder nog levend terug wil zien. Superman heeft geen keus en gaat op zoek naar Batman. Superman wil alleen aan Batman vragen om collectief de krachten te bundelen tegen Luthor. Maar voor het zover is ziet Batman Superman als bedreiging die uit de weg moet worden geruimd. 
Als in een strijd Batman met behulp van kryptoniet lijkt te winnen, vraagt Superman aan Batman om Martha te redden. Batman raakt in verwarring met de naam van zijn overleden moeder. Lois Lane arriveert en zegt tegen Batman dat hij zijn pleegmoeder bedoelt. Voor het eerst realiseert Batman dat Superman geen kwade bedoelingen heeft. Batman spaart Superman en bevrijdt Martha. Ondertussen gaat Superman naar Luthor. Hij krijgt te maken met het monster Doomsday, gecreëerd van het lijk van Zod en Luthor's bloed. Dit monster bezit vele krachten. Superman en Batman zien Wonder Woman verschijnen die ze eerder ontmoetten als Diana Prince als extra hulp tegen Luthors kwade bedoelingen. Het monster lijkt te sterk voor het drietal. Superman ziet maar een oplossing en gaat met een speer gemaakt van kryptoniet op het monster af en doorboort het monster met de speer.
Het monster sterft maar met zijn laatste kracht steekt hij met zijn exoskelet in de borst van Superman en die sterft ook. Luthor wordt gearresteerd en opgesloten in de gevangenis en Superman wordt begraven. Bij de begrafenis vertelt Wayne aan Prince dat hij plannen heeft om gezamenlijk de strijd aan te gaan tegen de misdaad. Supermans geliefde Lane gooit als laatste wat zand op de kist. Als iedereen weg is beweegt het zand.

## Rolverdeling
| Acteur              | Personage                      |
| ------------------- | ------------------------------ |
| Ben Affleck         | Bruce Wayne / Batman           |
| Henry Cavill        | Clark Kent / Superman          |
| Amy Adams           | Lois Lane                      |
| Gal Gadot           | Diana Prince / Wonder Woman    |
| Jesse Eisenberg     | Lex Luthor                     |
| Diane Lane          | Martha Kent                    |
| Jeremy Irons        | Alfred Pennyworth              |
| Laurence Fishburne  | Perry White                    |
| Holly Hunter        | U.S. Senator June Finch        |
| Scoot McNairy       | Wallace Keefe                  |
| Callan Mulvey       | Anatoli Knyazev                |
| Tao Okamoto         | Mercy Graves                   |
| Jeffrey Dean Morgan | Thomas Wayne                   |
| Lauren Cohan        | Martha Wayne                   |
| Michael Shannon     | General Zod                    |
| Michael Cassidy     | Jimmy Olsen                    |
| Harry Lennix        | Generaal Swarnick              |
| Kevin Costner       | Jonathan Kent                  |
| Ezra Miller         | Barry Allen / The Flash        |
| Jason Momoa         | Arthur Curry / Aquaman         |
| Robin Atkin Downes  | Doomsday (motion capture+stem) |

## Achtergrond

### Ontwikkeling
De film werd in 2013 aangekondigd op de San Diego Comic-Con International na het uitbrengen van Man of Steel. Door Zack Snyder werd toegelicht dat de inspiratie van het personage Batman in de film is ontstaan uit de boekenreeks Batman: The Dark Knight Returns van Frank Miller. De scenarioschrijver David S. Goyer van Man of Steel neemt ook het vervolg voor zijn rekening. Met het schrijven van het scenario werd hij later geholpen door Chris Terrio. Cameraman Larry Fong werd ingehuurd voor de film, die daarvoor met Snyder werkte aan films als 300 en Watchmen. De film werd wederom geproduceerd door Charles Roven en Deborah Snyder. Christopher Nolan bleef met de film betrokken in de rol van adviseur en uitvoerend producent.

### Productie
De eerste opnamen begonnen op 19 oktober 2013 in Los Angeles. Een Americanfootballwedstrijd tussen de 'Gotham City University' en rivaal 'Metropolis State University' was een van de eerste opnamen. Een aantal weken later werd er begonnen met het bouwen van de set van de boerderij van Kent zoals in de film Man of Steel. De opnamen van de belangrijkste cast begonnen op 19 mei 2014 in Detroit (Michigan). De opnamen bestonden onder andere uit scènes van Gal Gadot als Wonder Woman. Er waren ook extra opnamen gemaakt in Chicago in november 2014. Andere filmlocaties waren in Yorkville (Illinois), New Mexico en op de Grote Oceaan.

### Muziek
De filmmuziek is gecomponeerd door Hans Zimmer en Tom Holkenborg a.k.a. Junkie XL. Zimmer die de filmmuziek van Man of Steel componeerde adviseerde Snyder om Holkenborg aan het project mee te laten werken. Snyder die met Holkenborg al eerder aan films heeft samenwerkt had daar geen problemen mee. Tijdens het bekendmaken van de samenwerking van de filmmuziek werd in de media naar buiten gebracht dat de muziekthema's van Superman door Zimmer worden gemaakt en thema's van Batman door Holkenborg. In een interview van beide componisten werd duidelijk dat alle thema's uit de film een volledige samenwerking was tussen beide componisten. De muziek werd uitgevoerd door het Hollywood Studio Symphony in combinatie met elektronische muziek. Na het verschijnen van de film kondigde Zimmer aan dat hij zou stoppen met het componeren voor superheldenfilms.

### Release
Op 18 april 2015 verscheen een teasertrailer. Op 11 juli 2015 heeft Warner Bros. de nieuwe trailer vrijgegeven. De tweede volledige trailer verscheen op 3 december 2015. Een soundtrack preview van de originele filmmuziek werd op 15 januari 2016 vrijgegeven door WaterTower Music. De film ging in première op 19 maart 2016 in Mexico-Stad.

### Interpretatie
In diverse media werd gewezen op de nadrukkelijke en expliciete parallellen met het verhaal van Jezus Christus, voor een film die bovendien in de Lijdensweek werd gelanceerd.

### Ontvangst en opbrengst
De film werd zeer slecht ontvangen door zowel de critici als Batman- en Supermanfans. Critici bekritiseerden het script, de donkere sfeer en acteerprestaties, terwijl de fans zeiden dat ze veel meer verwachten van een superheldenfilm
Desondanks waren de cijfers van de opbrengst positief. In de Verenigde Staten bracht de film tijdens het openingsweekend (vrijdag 25, zaterdag 26 en zondag 27 maart 2016) $166 miljoen op: slechts zes films hebben ooit meer opgebracht. De opening wereldwijd bracht de film ruim $422 miljoen op, gebaseerd op dezelfde dagen inclusief de dagen waarbij de film in sommige landen op woensdag of donderdag in première ging. De film bracht het eerste weekend in de Nederlandse bioscopen 1,5 miljoen euro in het laatje. In de Verenigde Staten bracht de film twintig dagen na de première ruim $300 miljoen op en wereldwijd ruim $800 miljoen.